# Joseph Williams
Joseph Stanley Williams (Santa Monica, 1º settembre 1960) è un cantante e tastierista statunitense, membro del gruppo musicale Toto.

## Biografia

### Famiglia
Joseph nacque a Santa Monica in California dal compositore John Williams e dall'attrice e cantante Barbara Ruick. I due ebbero due figli maschi e una femmina: Jennifer (1956), Mark (1958) e Joseph, il più piccolo dei tre. Quando Barbara Ruick morì, nel 1974, Joseph aveva solo 14 anni.
Il padre si risposò sei anni dopo con la fotografa Samantha Winslow.

### Inizi e Star Search
Dopo le scuole superiori, Joseph cominciò a prendere lezioni di canto da Seth Riggs che perfezionò il suo stile vocale.
Si presentò al pubblico nel 1982 con l'omonimo Joseph Williams, un album di mediocre successo (I Didn't Do It e That First Night furono i singoli estratti dall'album).
Durante questo periodo, Joseph formò insieme al fratello Mark T. Williams un gruppo di breve vita chiamato Joair, nei quali militavano alcuni dei musicisti che avevano suonato nel primo album di Williams, altri componenti erano infatti Mark Brown al basso, in seguito sostituito da Dean Cortez, Michael Landau alla chitarra e David Garfield alla tastiera. Il gruppo si esibì durante tutto il 1982 in alcuni locali di Los Angeles prima di sciogliersi.
Nel 1983, Williams prese parte alla prima edizione del talent Star Search, arrivando fino alle semifinali, dove perse contro Sam Harris, risultato in seguito campione.

### I Toto (1985-1988; 2010-)
Nel 1985, Steve Lukather, David Paich e Jeff Porcaro andarono alla ricerca del nuovo cantante dei Toto. La scelta cadde su Joseph su consiglio di suo fratello Mark, amico del cantante Jason Scheff, che era stato preso in esame dalla band.
Al momento delle audizioni, Joseph aveva appena terminato un tour con Jeff Osbourne, Joseph cominciò cantando delle demo per i Toto, ed alla fine entrò nel gruppo in via permanente.
Sin dal primo giorno dei provini per i Toto, Joseph cominciò subito a lavorare a Fahrenheit, con l'omonimo brano, la canzone non aveva testo e lui, che si divertiva a imitare famosi cantanti, prese spunto per la linea vocale ispirandosi a Michael Jackson. Il Fahrenheit World Tour durò dal 1986 al 1987 ed ebbe molto successo, di questo periodo è la prima esibizione del gruppo a Vienna tappa mai toccata fino ad allora dalla band.
Tornati dal tour, i componenti si misero subito al lavoro per la produzione di un nuovo album, il risultato fu The Seventh One. Durante il periodo delle registrazioni per The Seventh One Joseph cominciò a fare uso di sostanze stupefacenti in quantità talmente grandi da farlo trovare in difficoltà durante il tour. Il Seventh One World Tour ebbe un grandissimo successo, e i primi due mesi di tour furono buoni per Joseph che però successivamente cominciò ad avere delle difficoltà vocali, alla fine del tour si ritrovò senza voce, e la band, stanca di questa situazione decise di sostituirlo.
Dopo tre anni di successi, Joseph Williams fu così costretto a lasciare la band.
Nel 1997, i Toto pubblicarono una raccolta con brani inediti della band registrati in varie ere: l'album Toto XX, il singolo pubblicato dell'album fu Goin' Home. All'album seguì un minitour che vide la band riunita, con l'aggiunta di Joseph, Bobby e Steve Porcaro.
Si riuniro anche per il tour di Falling in Between del 2006, nel cui album è presente una canzone in cui duetta con Steve Lukather e Bobby Kimball cioè Bottom of Your Soul, di cui è anche compositore.
Nel 2010 dopo la riformazione dei Toto, Joseph è tornato come cantante principale nella band. Il gruppo infatti si è riunito per un tour in onore di Mike Porcaro malato di Sclerosi laterale amiotrofica. Da questa riunione in poi è rientrato in pianta stabile nella band, come cantante solista.

### Carriera solista
Dopo aver lasciato i Toto formò col fratello Mark un progetto denominato Bond Project, con cui registrò alcuni brani ad oggi ancora non pubblicati. Il motivo di ciò si individua nel fatto che a Joseph non piacessero molto le parti vocali da lui registrate. Durante questo periodo ebbe alcuni problemi legali legati a possesso e assunzione di cocaina, che lo portarono a un arresto il 24 aprile 1990. A dicembre dello stesso anno, La Corte Suprema, stabilì che le accuse sarebbero state ritirate nel caso che Joseph avesse concluso con successo un programma di riabilitazione. Finiti i problemi legali e finalmente ripresosi definitivamente dal punto di vista vocale, decise di riprendere la sua carriera solista.
Nel 1996 Joseph pubblicò il suo secondo album da solista I Am Alive, in cui spuntano tra i tanti collaboratori i nomi di Bobby Kimball, Michael Landau, Steve Porcaro, Bill Champlin e Jay Graydon. Dall'album venne estratto il singolo Heroes.
Nel 1997 venne pubblicato il terzo album solista di Joseph 3. Dall'album venne ripreso il tema di Goin' Home spostato però di qualche tonalità inferiore rispetto all'originale, all'album collaborarono con Joseph Sherwood Ball, Bill Champlin e Paul Gordon, oltre ai Toto, e a un ex membro della band: Fergie Frederiksen. Nello stesso anno Joseph collaborò con Mike Porcaro, Steve Porcaro e Carlos Vega, per incidere un brano per la Champions League Young At Heart, che dal vivo venne eseguita solo in occasione della finale di Champions. Sempre nel 1997 Joseph insieme a Bobby Kimball, Bill Champlin e Jason Scheff formò un quartetto solo vocale di musica a cappella chiamato West Coast All Stars, il quartetto incise così il suo primo album California Dreaming. Nel 1998 incise il secondo album dei West Coast All Stars Naturally.
Nel 1999 Joseph pubblicò il suo quarto album Early Years, una raccolta di inediti registrati dal 1981 al 1990, dall'album venne estratto il singolo Running On A Deadline brano originariamente composto e registrato nel 1987.
Dopo la pubblicazione dell'album il cantante si prese un periodo di pausa dalle scene.
Joseph tornò sulle scene nel 2003, formando con Peter Friedtest il progetto The L.A. Project e partecipando all'omonimo album con la canzone Got to Find It. Sempre nel 2003 tornò con un proprio album, da cui nacque il progetto Vertigo, incise il primo omonimo album Vertigo con il quale ritornò al successo, dall'album venne estratto il singolo More Than Enough.
Nel 2006 pubblicò una raccolta di cover cantate da lui dal titolo Two of Us che contiene cover di Elton John, Bryan Adams, Diane Warren, Van Morrison e Kevin Cronin. Ancora nel 2006 venne pubblicato Vertigo 2 il secondo lavoro del progetto Vertigo contenente pezzi inediti non inclusi nel primo Vertigo. Nel 2007 pubblicò Smiles e Tears, altri due album di cover. Nel 2008 incise il suo ultimo attuale lavoro This Fall in cui collaborò con gli ormai ex membri dei Toto Steve Lukather, Steve Porcaro, Bobby Kimball e David Paich.
Nel 2011 ha realizzato insieme all'amico Peter Friedtest un album intitolato Williams/Friedtest.

### Colonne Sonore
Soprattutto negli anni ottanta, Joseph ha collaborato alla realizzazione di brani divenuti colonne sonore di film sia come scrittore di testi, sia come interprete delle proprie canzoni. Già dal 1981, cominciò a lavorare a delle colonne sonore, anno dell'uscita del film La valle delle bambole in cui figurava una sua canzone dal titolo Midnight Celebration. Seguirono nel 1983 altre due canzoni: scrisse insieme a Paul Gordon testo e musica del brano Anesthesia, per la voce di Bruce Botnick, divenuto colonna sonora del film Ai confini della realtà; e il brano Lapti Nek per la colonna sonora di Guerre stellari - Il ritorno dello Jedi. Di quest'ultimo brano l'artista realizzò anche una versione interpretata da lui con testo inglese chiamata Fancy Man, la quale avrebbe dovuto far parte del film, ma la versione tuttavia non fu consegnata in tempo, quindi non finì per far parte del film (la si può ascoltare nel cortometraggio sul making del film chiamato Return of the Ewok).
Nello stesso anno realizzò un singolo proprio di Lapti Nek per il mercato giapponese chiamato Lapti Nek Overture, che mischiava il testo originale, e il testo inglese originale (Working Out) il singolo fu realizzato con un gruppo denominato per l'occasione Urth. Nel 1984 per un cortometraggio in DVD di esercizi fisici di palestra chiamato Body by Jake: Don't Quit! realizzò due canzoni che fecero parte della colonna sonora, Firepower e Toughen Up.
Nel 1985 partecipò alla colonna sonora del film I Goonies con due brani Save the Night e Red Hot, quest'ultimo brano viene menzionato nei titoli di coda del film, ma non sarà incluso nel disco della colonna sonora ufficiale. Nel 1986 partecipò alla colonna sonora del film Space Camp - Gravità zero con tre brani quali Don't Look Back, Turn It Up e American Girl (quest'ultima canzone in collaborazione con Paul Gordon).
Nel 1987 scrisse insieme a Paul Gordon e Jay Gruska per le voci di Patti LaBelle e Bill Champlin, il brano Last Unbroken Heart che divenne colonna sonora della serie Miami Vice durante la seconda stagione della serie. Nel 1988 partecipò alla colonna sonora del film Shadow Dancing col brano Make It Up.
Nel 1994 partecipò alla colonna sonora del film Il re leone, dando anche la voce al personaggio di Simba, coi brani Hakuna Matata e Can You Feel The Love Tonight, brani che l'artista interpreta insieme a Sally Dworsky, Nathan Lane, Ernie Sabella e Kristle Edwards, nel 1995 scrisse per sua moglie Amye Williams due brani per la colonna sonora di Last Gasp, ovvero Make You Mine e Far Away (Julian's Song) e sempre nello stesso anno, per il videogioco Horned Owl scrisse il brano Keep The Dream Alive che compare nei titoli di coda. Nel 1996 realizzò il brano Burger Bosanova per il film Phat Beach. Nel 1998 nel film del manga Silent Möbius, apparve il suo brano With Everything I Am.
Nel 2004 ha partecipato, con alcuni brani, alla colonna sonora del film Tony 'N' Tina Wedding, tra i pezzi spuntano la cover del brano di Edward Furlong Hold On Tight (reintitolata Kings From Queens) e le versioni alternative di due brani dell'artista, ovvero Perfectly Clear e Everywhere I Go (reintitolate Whishing You Were Here e Scream And Shout). Nel 2007 incise la colonna sonora del film Genghis Khan - Il grande conquistatore con il brano Safe And Sound.

### Altre attività
Sin dall'inizio della carriera ha sempre collaborato come session singer e come scrittore di testi in album di altri artisti. Nel 1982 scrisse la canzone What You're Missing che regalò ai Chicago e che nello stesso anno comparve nell'album della band Chicago 16. Joseph realizzò anche una versione demo del brano mai pubblicata, ma ritrovabile nel bootleg di inediti Demo Collection 2001. Nel 1983, la sua Midnight Celebration (ritrovabile nell'album prima citato) comparve nel secondo e ultimo album delle Harlow At Midnight.
Nel 1984 collaborò nell'album dell'amico Jay Gruska Which One Of Us Is Me. Nel 1985 comparve come guest star, per svolgere le seconde voci, nell'album di Alan Gorrie Sleepess Nights. Nel 1988 collaborò insieme ai Toto all'album di Jon Anderson cantante degli Yes In the City of Angels, il quale restituì il favore facendo le seconde voci nel brano dei Toto Stop Loving You, primo singolo dell'album The Seventh One.
Nel 1989, insieme a Jeff Porcaro, comparve come guest nell'album della cantante Iijima Mari My Heart In Red, egli infatti realizzò un duetto con la cantante e il risultato fu il brano Send Love To Me. Nel 1990 prese parte alle registrazioni della compilation Tatsuro Songs From L.A. cantando i brani Chrismas Eve e Two Of Us, nel 1991 partecipò alla seconda edizione della compilation Tatsuro Songs From L.A. 2 in cui cantò i brani Get Back In Love. Sempre nel 1991 partecipò ad un'altra compilation Fade In Love con il brano Sayonara. Nel 1992 partecipò all'album Re-Import con il brano FF Fortissimo, partecipò all'album Goody's con il brano I Want You e, sempre nello stesso anno partecipò all'album di Vonda Shepard The Radical Light facendo le seconde voci al brano Wake Up The House che divenne il singolo estratto dall'album.
Nel 1993 ebbe una grande partecipazione per l'album di Jay Graydon Airplay For The Planet scrivendo e cantando i brani History, Walk The Wire e When You Look In My Eyes, quest'ultimo brano risulta uno dei più conosciuti dell'artista, e pur non essendo stato un singolo, divenne una hit molto popolare, Joseph inoltre andò in tour nel 1994 con Jay Graydon per promuovere l'album, nella formazione del tour, denominata Jay Graydon All Stars spiccavano anche nomi come quelli di Bill Champlin, Steve Porcaro, Bill Cantos e Sherwood Ball. Dal tour del 94 furono pubblicati un DVD e un disco live provenienti da una registrazione fatta ad Osaka, la formazione ripeté il tour nel 1996 con l'aggiunta di altri nomi importanti della scena AOR, come Tommy Funderburk. Sempre nel 1993 partecipò alla compilation L.A. Cowboys/Endless Summer cantando il brano Something in My Heart.
Nel 1994 partecipò alla compilation Love Stories 3 con il brano Like a Fire inside the Wind. Nel 1995 incise il brano Look at Me che divenne singolo ed ebbe un buon successo in Giappone. Nel 1996 partecipò all'album di Kimberly Frank 1000 Miles scrivendo e cantando il brano If I Feel, a quello dei Rake and the Surftones Surfers Drive Woodies scrivendo e cantando due dei brani presenti nell'album ovvero Malibu Pier, e October in Oxnard.
Nel 1999 partecipò alla compilation ELT Songs From L.A. cantando il brano Dear My Friend, e all'album dei Lionel's Dad In a Dream con il brano Scream. Nel 2002 partecipò con i brani Lush Time e Summer Time all'album dei M.Sasaji & L.A. Allstars Afro Blue. Nel 2003 partecipò all'album di Motokazu Shinoda Foresight con il brano Angela. Nel 2004 partecipò all'album compilation Kadomatsu T's Songs From L.A con il brano Secret Lover.
Nel 2005 partecipò all'album di George Grunwald So Much To Say con il brano With Every Breath. Nel 2006 partecipò all'album della sua ex band i Toto Falling in Between, cantando il brano estratto dall'album Bottom of Your Soul, e partecipò all'album di Richie Zito Avalon con il brano Oh Samantha. Nel 2007 partecipò all'album di Brian Doerksen Holy God con il brano Change Me Inside, sempre nel 2007 partecipò all'album di Noriyuki Makihara Songs from L.A con il brano You're My Angel Falling Hopless For Me.

## Album

### Con i Toto

#### Album in studio
- 1986 - Fahrenheit
- 1988 - The Seventh One
- 2015 - Toto XIV

#### Raccolte
- 1997 - Toto XX (voce in Last Night e In a Word)

### Solista

#### Album in studio
- 1982 - Joseph Williams
- 1996 - I Am Alive
- 1997 - 3
- 1999 - Early Years
- 2006 - Two of Us
- 2007 - Smiles
- 2007 - Tears
- 2008 - This Fall
- 2021 - Denizen Tenant (The Players Club)

### Con i Vertigo
- 2003 - Vertigo
- 2006 - Vertigo 2

### Altre pubblicazioni
- 2011 - Williams, Friestedt - Williams Friestedt
- 2013 - Champlin, Williams, Friestedt, All Star Band - Live in Concert album live
- 2015 - Champlin, Williams, Friestedt - CWF

## Singoli
| Anno | Canzone                           | Album                         |
| ---- | --------------------------------- | ----------------------------- |
| 1982 | I Dindn't Do It                   | Joseph Williams               |
| 1982 | That First Night                  | Joseph Williams               |
| 1983 | Lapti Nek Overture (con gli Urth) | Non album single              |
| 1986 | My One / DJ In My Life            | Non album single              |
| 1995 | Look At Me                        | Santory Draft Beer Commercial |
| 1996 | Heroes                            | I Am Alive                    |
| 1997 | Young At Heart                    | Porcaro Bros                  |
| 1999 | Running On A Deadline             | Early Years                   |
| 2003 | More Than Enough                  | Vertigo                       |
| 2010 | Say Goodbye                       | Williams/Friestedt            |

## Filmografia parziale

### Cinema
- Embrace of the Vampire, regia di Anne Goursaud (1995)
- Party fatale, regia di Kurt Voß (1997)
- Butter, regia di Peter Gathings Bunche (1998)
- Guardian, regia di John Terlesky (2001)

### Televisione
- Gli specialisti - serie TV (1997)
- Sleepwalkers - serie TV, 6 episodi (1997-1998)
- Ultime dal cielo - serie TV, 20 episodi (1998-2000)
- Dalla parte del nemico - film TV, regia di John Terlesky (1999)
- Providence - serie TV (1999)
- Roswell - serie TV, 61 episodi (1999-2002)
- Rischio mortale - film TV, regia di John Terlesky (2000)
- The $treet - serie TV, 2 episodi (2000)
- Felicity - serie TV, 22 episodi (2001-2002)
- Catastrofe a catena - miniserie TV (2004)
- S.O.S. - La natura si scatena - miniserie TV (2005)
- Windfall - serie TV, 5 episodi (2006)
- The War at Home - serie TV, 34 episodi (2006-2007)